# تان هوا
تان هوآ () یکی از شهرهای ویتنام است که بیش از ۱۹۷٫۰۰۰ جمعیت و ۵۷٫۹ کیلومتر مربع مساحت دارد. این شهر در جنوب رودخانه سونگ هانگ (رودخانه سرخ) و در ۱۳۷ کیلومتری جنوب هانوی قرار گرفته است.